# Gyékényes
Gyékényes es un pueblo húngaro perteneciente al distrito de Csurgó, condado de Somogy.

## Superficie
Cuenta con una superficie de 33,76 kilómetros cuadrados.

## Demografía
Hasta 2023 la población era de 981 habitantes, con una densidad de población de 29,05 habitantes por kilómetro cuadrado.
| Gráfica de evolución demográfica de Gyékényes entre 2018 y 2023 |
|                                                                 |
| Datos según la Oficina Central de Estadística de Hungría.       |